# 佐藤由紀彦
佐藤 由紀彦（さとう ゆきひこ、1976年5月11日 - ）は、静岡県富士市出身の元プロサッカー選手、サッカー指導者。現役時代のポジションはミッドフィールダー（MF）。

## 来歴

### 選手時代
小学1年生の時にサッカーを始める。1992年に清水市商高へ進学。柔らかいボールタッチと卓越したパスセンスを武器に、1993年の高円宮杯及び選手権を制した。1994年には背番号10を付け、総体優勝と高円宮杯を連覇。高円宮杯では両大会とも自身の得点が決勝点となった。さらに国体でも連覇を経験。
1995年に高校を卒業し、鳴り物入りで清水エスパルスに入団。しかし、クラブにとって絶対的存在のMF澤登正朗とポジションが重なったことに加え、「地元出身のスター候補」という周囲からの扱いも重荷になり、ベンチ入りも中々出来ずにいた。実戦機会を増やす為にブラジルのグレミオFBPAに長期留学に行かされるなど下積み時代が続き、サッカーの楽しさを感じられなくなりつつあった。
1998年に自ら志願してジャパンフットボールリーグのモンテディオ山形に期限付き移籍。石崎信弘監督の下で攻撃の中心としてトップ下に据えられ、能力を開花させた。ゲームメーカー兼フィニッシャーとして山形を開幕からシーズン中盤まで首位快走させる原動力となり、同年のJFL新人王およびベストイレブンを受賞した。
石崎は翌1999年より大分トリニータへと転任することになり、大分移籍、清水復帰、さらに他数クラブからの獲得の打診と争奪になったが、J1昇格を目指す熱意とサポーターの熱さに惹かれ、清水に籍を残したままJ2のFC東京へと期限付き移籍。大熊清監督からは縦への突破力とクロス精度を買われ、山形で務めた司令塔役から右サイドのアタッカーへと転向することになった。当初はプレーエリアや視野の違いに苦しんだが、大熊やサポーターに認められるべく懸命に新ポジションでのプレーを続けて攻撃を引っ張り、J1昇格が懸かる同年のJ2最終節では自身の右足クロスから加賀見健介の決勝点を導いた。また、この年行われたナビスコカップではニューヒーロー賞に輝いた。翌2000年に向けてはレンタル元の清水に戻る選択肢もあったが、フロント及びサポーターの熱心な引き留めを受けFC東京へと完全移籍した。この頃はまだ一般的な知名度が高くなかったため、国立競技場での選手紹介の際にスタジアムDJが「斉藤ユキヒコー!」と名前を間違えた事もあった。
2001年、新加入のMFケリーに一時ポジションを奪われたが、全体練習後に長澤徹コーチの下でクロスを「常人ではありえないほど」繰り返し蹴り込んで向上を追及し、5月になって布陣を変更してからはケリーがトップ下、佐藤が右サイドに入る形で先発に復帰。長澤の助言を受けてオフ・ザ・ボールの動きも大きく向上し、ケリーとのコンビネーションは、自ら「運命的な出会い」とコメントする程 絶妙なものとなった。同年9月にはフィリップ・トルシエ監督率いる日本代表候補に初選出。リーグ戦終了後には優秀選手賞として表彰された。
2002年は負傷で出遅れていたところ、新監督の原博実は横浜F・マリノスからレンタル移籍で石川直宏を獲得。佐藤はシーズン後半に復帰したが石川の重用は続き、右サイドのポジションを奪い返せずにいた。同年末に入籍。
2003年は複数クラブからオファーを受ける中、横浜FMの「優勝以外は失敗」という目標提示を意気に感じて同クラブへ期限付き移籍。岡田武史監督の下でレギュラーに定着し、右サイドからFW久保竜彦らへ高精度のクロスを放って アシストを量産。クラブのJ1ファーストステージ・セカンドステージの完全制覇に貢献した。シーズン途中には石川と入れ替わる形で 完全移籍へと移行。しかし、2004年シーズン後半になると、田中隼磨の台頭によって控えに回ることも増えていた。
2005年には古巣の清水に移籍したが、直後の負傷によって出遅れ、その後も若手の台頭もありなかなか出番がない状況が続いた。
2006年6月、恩師石崎 が監督を務めるJ2柏レイソルへ期限付き移籍。先発出場は限られたが、同年のリーグ戦全試合にベンチ入りし、FC東京在籍時以来2度目となるJ1昇格に貢献。12月には柏へ完全移籍することが発表された。石崎は佐藤を右サイドではなく、セントラルミッドフィールダーとしての適性を買っており、柏では山形でも務めていたトップ下や、ボランチでも起用された。2007年シーズンをもって契約満了となり退団。
2008年、J2ベガルタ仙台へ移籍。山形とのダービーマッチで移籍後初得点を挙げ、持ち前の高精度のキックで 短時間でも流れを引き寄せて得点につなげるジョーカーとして 出場を続けた。同年クラブはJ1との入れ替え戦にまで進出したもののここで敗退しJ1昇格を逃した。12月にクラブから契約非更新が通知され、1年での退団を余儀なくされた。仙台を去る際に残した言葉は次のようなものだった。「1年という短い間でしたが、喜びも哀しみも常にサポーターと共に味わえた自分にとって忘れられない2008年でした。今年からJFLのV・ファーレン長崎で再びサッカーが出来るチャンスをいただけました。この喜びをプレーで表現して、念願のJ2昇格に少しでも貢献出来たらと思います。最後にベガルタ仙台をこれからも愛し続けて下さい！ありがとうございました。」
Jリーグ合同トライアウト参加を経て、2009年3月にJリーグ準加盟クラブであるJFLのV・ファーレン長崎へ加入。当初はDF（センターバック）に配されていたが前向きに取り組み、本来の右サイドに戻ってからは得意のクロスで健在ぶりを見せた。シーズン中盤にはゲームキャプテンを任され、2010年より正式に主将に就任。スタジアムの不備によるJリーグ昇格断念など困難が続いたが、チームメートからは厚い信頼を寄せられ奮戦を続けた。2011年にB級コーチライセンスを取得。2013年よりクラブはJ2昇格を果たし、自身5年ぶりのJリーグでのプレーとなった。同年の出場機会は僅かとなったが、クラブにとってその存在は大きく 精神面でも牽引を続けた。2014年限りで20年間に渡った現役を引退。

### 指導者時代
2015年、13年ぶりに 古巣FC東京へ復帰し、普及部コーチに就任。
2016年シーズン途中から、FC東京U-15むさしのコーチに就任。2019年にはFC東京トップチームのコーチとなった。
2024年、FC東京U-18の監督に就任したと発表された。

## 人物
- 2012年現在4児の父。
- 率先して練習に取り組む姿はチームメートを惹きつけ[26]、FC東京在籍時のコーチであり移籍後も親交のある長澤徹からは、「サッカーに熱く、ひたすら練習する。しかも若手を引き連れて練習するため、（彼が行くチームは）どのチームもチーム力が上がり、力を落とさずに1シーズンを戦い抜ける」と評されている[52]。
- 実家は洋食料理店を営んでおり、子供の頃の将来の夢はシェフだった。インタビュー等で「もしサッカー選手になっていなかったら?」という問いには「100%、コックさん」とも答える[16]。
- 端正な顔立ち、右サイドから正確なクロスを上げる事から、FC東京在籍時に「東京のベッカム」、2003年に移籍した横浜F・マリノス所属時は「ハマのプリンス」とよばれた[53]。
- 甘いマスクの持ち主で、サポーターからも人気があるが、出場機会を求めてJ2や新旧JFLを含めて7クラブを渡り歩いた苦労人であり、ヒーローインタビューにおいて「J2は魂が磨かれる場所」という言葉を残した[54][55]。
- 2012年1月に第4子となる男の子が誕生。前年に亡くなった親友（松田直樹）の名を付け[56]、2013年2月23日に放送された『FOOT×BRAIN』内で、漢字違いの「なおき」という名前が表示されている。
- 横浜FM在籍時のチームメートで同い年の松田直樹、安永聡太郎と親友である[57]。2002年に横浜FM移籍を決めかねている際には、松田から「来年優勝しよう」「お前が来たら絶対優勝できる」と説得された[12]。2011年10月3日に安永とともに「一般財団法人松田直樹メモリアル」を設立。現役を続ける理由の一つとして、松田よりも1試合でも多く出場し、1年でも長くサッカーをやってやると挙げていた[58]。出場数は松田には及ばなかったが、松田よりも長く現役プロサッカー選手として在り続け、サッカー人生20年にあたる2014年に引退した。

## 所属クラブ
ユース経歴
- 富士JFC (富士市立富士第一小学校)[3]
- 1989年 - 1991年 東海大学第一中学校
- 1992年 - 1994年 清水市立商業高等学校

プロ経歴
- 1995年 - 1999年  清水エスパルス
  - 1998年  モンテディオ山形 (期限付き移籍)
  - 1999年  FC東京 (期限付き移籍)
- 2000年 - 2003年8月  FC東京
  - 2003年1月 - 同年8月  横浜F・マリノス (期限付き移籍)
- 2003年8月- 2004年  横浜F・マリノス
- 2005年 - 2006年  清水エスパルス
  - 2006年6月 - 同年12月  柏レイソル (期限付き移籍)
- 2007年  柏レイソル
- 2008年  ベガルタ仙台
- 2009年 - 2014年  V・ファーレン長崎

## 個人成績
| 国内大会個人成績 | 国内大会個人成績 | 国内大会個人成績 | 国内大会個人成績 | 国内大会個人成績 | 国内大会個人成績 | 国内大会個人成績 | 国内大会個人成績 | 国内大会個人成績 | 国内大会個人成績 | 国内大会個人成績 | 国内大会個人成績 |
| 年度             | クラブ           | 背番号           | リーグ           | リーグ戦         | リーグ戦         | リーグ杯         | リーグ杯         | オープン杯       | オープン杯       | 期間通算         | 期間通算         |
| 年度             | クラブ           | 背番号           | リーグ           | 出場             | 得点             | 出場             | 得点             | 出場             | 得点             | 出場             | 得点             |
| 日本             | 日本             | 日本             | 日本             | リーグ戦         | リーグ戦         | リーグ杯         | リーグ杯         | 天皇杯           | 天皇杯           | 期間通算         | 期間通算         |
| ---------------- | ---------------- | ---------------- | ---------------- | ---------------- | ---------------- | ---------------- | ---------------- | ---------------- | ---------------- | ---------------- | ---------------- |
| 1995             | 清水             | -                | J                | 1                | 0                | -                | -                | 0                | 0                | 1                | 0                |
| 1996             | 清水             | -                | J                | 1                | 0                | 0                | 0                | 0                | 0                | 1                | 0                |
| 1997             | 清水             | 12               | J                | 0                | 0                | 2                | 0                | 1                | 0                | 3                | 0                |
| 1998             | 山形             | 7                | 旧JFL            | 29               | 14               | -                | -                | 4                | 3                | 33               | 17               |
| 1999             | FC東京           | 14               | J2               | 35               | 6                | 7                | 2                | 4                | 2                | 46               | 10               |
| 2000             | FC東京           | 14               | J1               | 28               | 5                | 2                | 0                | 0                | 0                | 30               | 5                |
| 2001             | FC東京           | 14               | J1               | 28               | 3                | 2                | 0                | 0                | 0                | 30               | 3                |
| 2002             | FC東京           | 14               | J1               | 13               | 0                | 3                | 0                | 0                | 0                | 16               | 0                |
| 2003             | 横浜FM           | 7                | J1               | 27               | 1                | 7                | 1                | 3                | 0                | 37               | 2                |
| 2004             | 横浜FM           | 7                | J1               | 16               | 2                | 7                | 1                | 1                | 0                | 24               | 3                |
| 2005             | 清水             | 20               | J1               | 12               | 1                | 1                | 0                | 0                | 0                | 13               | 1                |
| 2006             | 清水             | 20               | J1               | 0                | 0                | 0                | 0                | -                | -                | 0                | 0                |
| 2006             | 柏               | 42               | J2               | 19               | 2                | -                | -                | 2                | 1                | 21               | 3                |
| 2007             | 柏               | 14               | J1               | 22               | 2                | 3                | 0                | 1                | 0                | 26               | 2                |
| 2008             | 仙台             | 24               | J2               | 27               | 2                | -                | -                | 2                | 0                | 29               | 2                |
| 2009             | 長崎             | 28               | JFL              | 23               | 3                | -                | -                | 2                | 0                | 25               | 3                |
| 2010             | 長崎             | 28               | JFL              | 26               | 5                | -                | -                | 2                | 2                | 28               | 7                |
| 2011             | 長崎             | 10               | JFL              | 32               | 4                | -                | -                | 1                | 0                | 33               | 4                |
| 2012             | 長崎             | 10               | JFL              | 18               | 1                | -                | -                | 1                | 0                | 19               | 1                |
| 2013             | 長崎             | 10               | J2               | 3                | 0                | -                | -                | 0                | 0                | 3                | 0                |
| 2014             | 長崎             | 10               | J2               | 1                | 0                | -                | -                | 0                | 0                | 1                | 0                |
| 通算             | 日本             | 日本             | J1               | 148              | 14               | 27               | 2                | 6                | 0                | 181              | 16               |
| 通算             | 日本             | 日本             | J2               | 85               | 10               | 7                | 2                | 8                | 3                | 100              | 15               |
| 通算             | 日本             | 日本             | 旧JFL            | 29               | 14               | -                | -                | 4                | 3                | 33               | 17               |
| 通算             | 日本             | 日本             | JFL              | 99               | 13               | -                | -                | 6                | 2                | 105              | 15               |
| 総通算           | 総通算           | 総通算           | 総通算           | 361              | 51               | 34               | 4                | 24               | 8                | 421              | 63               |

その他の公式戦
- 2004年
  - スーパーカップ 1試合0得点
- 2008年
  - J1・J2入れ替え戦 1試合0得点

| 国際大会個人成績 | 国際大会個人成績 | 国際大会個人成績 | 国際大会個人成績 | 国際大会個人成績 |
| 年度             | クラブ           | 背番号           | 出場             | 得点             |
| AFC              | AFC              | AFC              | ACL              | ACL              |
| ---------------- | ---------------- | ---------------- | ---------------- | ---------------- |
| 2004             | 横浜FM           | 7                | 4                | 0                |
| 通算             | AFC              | AFC              | 4                | 0                |

その他の国際公式戦
- 2004年
  - A3チャンピオンズカップ 2試合0得点

## 代表歴
- 1994年 U-19日本代表 - AFCユース選手権
- 2001年 日本代表候補

## 指導歴
- 2015年 -   FC東京
  - 2015年 - 2016年 普及部 コーチ[48]
  - 2016年 - 2018年 U-15むさし コーチ[49]
  - 2019年 - 2023年 トップチーム コーチ[50]
  - 2024年 - U-18 監督[51]

## 監督成績
| 年度   | クラブ     | 所属               | リーグ戦 | リーグ戦 | リーグ戦 | リーグ戦 | リーグ戦 | リーグ戦 |
| 年度   | クラブ     | 所属               | 順位     | 勝点     | 試合     | 勝       | 分       | 敗       |
| ------ | ---------- | ------------------ | -------- | -------- | -------- | -------- | -------- | -------- |
| 2024   | FC東京U-18 | プレミアリーグEAST | 10位     | 26       | 22       | 7        | 5        | 10       |
| 2025   | FC東京U-18 | プレミアリーグEAST | 位       |          |          |          |          |          |
| 通算   | 日本       | プレミアリーグEAST | -        | -        | 22       | 7        | 5        | 10       |
| 総通算 | 総通算     | 総通算             | -        | -        | 22       | 7        | 5        | 10       |

## タイトル

### クラブ
清水市立商業高等学校
- 高円宮杯全日本ユース(U-18)サッカー選手権大会 : 2回 (1993年、1994年)
- 全国高等学校サッカー選手権大会 : 1回 (1993年)
- 全国高等学校総合体育大会サッカー競技大会 : 1回 (1994年)

横浜F・マリノス
- J1リーグ : 2回 (2003年、2004年)
  - 1stステージ ：2回 (2003年, 2004年)
  - 2ndステージ : 1回 (2003年)

V・ファーレン長崎
- 日本フットボールリーグ: 1回 (2012年)

FC東京U-18
- 東京都クラブユースサッカーU-17選手権大会(2024)

### 代表
静岡県選抜
- 第49回国民体育大会 (1994年)

### 個人
- 全日本少年サッカー大会 優秀選手 (1988年)[3]
- 全国高等学校総合体育大会サッカー競技大会 優秀選手 (1994年)[3]
- ジャパンフットボールリーグ 新人王 (1998年)
- ジャパンフットボールリーグ ベストイレブン (1998年)
- ナビスコカップ ニューヒーロー賞 (1999年)
- Jリーグアウォーズ 優秀選手賞 (2001年)